# 菊池良一
菊池 良一（きくち りょういち、1879年（明治12年）10月1日 - 1945年（昭和20年）2月25日）は、大正から昭和前期の日本の実業家、弁護士、政治家。衆議院議員。中国通（支那通）として知られた。天文学者・一戸直蔵の義弟。

## 経歴
青森県中津軽郡弘前城下（現弘前市）で、旧弘前藩士の政治家・菊池九郎、久満子の長男として生まれる。東奥義塾、第二高等学校を経て、1908年（明治41年）京都帝国大学法科大学を卒業した。
青年時代から中国問題に関心を持ち、中国で貿易商を営み、日支商事会社長、山口商事取締役、東海漁業取締役などを務めた。その後、新聞記者、弁護士となる。また、合資会社ボルネオ物産商会代表者に就任した。
1915年（大正4年）3月の第12回衆議院議員総選挙で青森県郡部から立憲同志会公認で出馬して初当選。第13回、第14回総選挙で再選され、県内唯一の憲政会の議席を守った。1924年（大正13年）5月の第15回総選挙、次の第16回総選挙では落選した。1930年（昭和5年）2月の第17回総選挙で再選され、以後、第20回総選挙まで再選され、衆議院議員に通算7期在任した。この間、国民同盟総務などを務め、最後は翼賛議員同盟に所属した。